# Applecross

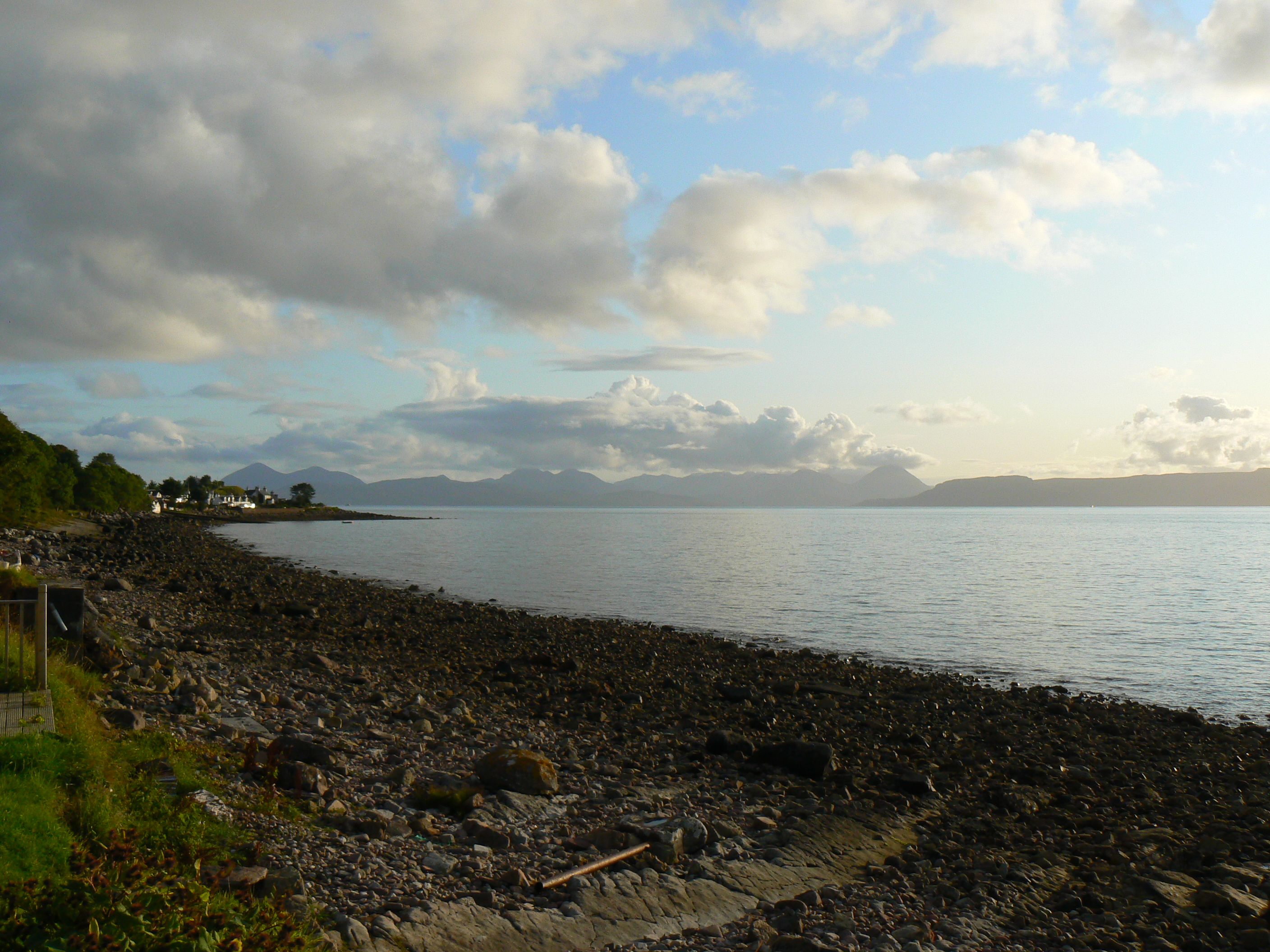
Applecross, panorama

La Applecross, (Gaelico scozzese A' Chomraich che vuol dire Il Santuario) è una penisola del Highland, situata sulla costa occidentale della Scozia. Il nome Applecross risale all'VIII secolo.
Molto isolata, Applecross era accessibile soltanto via mare fino agli inizi del XX secolo, mentre ora una strada costiera ha ampliato le possibilità di collegamento con il resto del paese.